# Даян Файнстайн
Даян Голдман Бърман Файнстайн (изписвано на български и Файнщайн) е американски политик, сенатор от щата Калифорния от 1992 г. насам.

## Биография
Даян Файнстайн е родена като Даян Голдман на 22 юни 1933 г. в Сан Франциско, Калифорния в семейството на хирурга Леон Голдман и бившия модел Бети Голдман.
Файнстайн завършва Станфордския университет като бакалавър по история през 1955 година.
През 1969 г. Файнстайн е избрана за член на Съвета на надзорниците на Сан Франциско. На 27 ноември 1978 г. кметът на града Джордж Москоне и колегата на Файнстайн в Съвета Харви Милк са застреляни от Дан Уайт. Уайт е техен колега, напуснал поста си поради ниско заплащане, пожелал да си върне мястото, но след отказа на Москоне и липсата на подкрепа от страна на Милк, решил да се саморазправи с тях.
Към момента на смъртта на Москоне Файстайн е първата жена председател на Съвета на надзорниците. В това ѝ качество става временно изпълняващ длъжността кмет на града, както и първата жена кмет на Сан Франциско. Впоследствие избирана за два пълни мандата.
През 1992 г. става първата жена сенатор от щата Калифорния, след като печели изборите за довършването на мандата на бившия сенатор Пийт Уилсън, който я е победил на изборите за губернатор през 1990 година. Преизбирана за пълни шестгодишни мандати през 1994, 2000, 2006, 2012 и 2018 година.
Известна e с борбата си за ограничаване на оръжията.